# 東區 (堺市)
東区（日语：／ Higashi ku */?）是堺市的7個区之一，位於堺市的東部，轄內多為丘陵地，以住宅區為主，主要商業中心位於高野線北野田車站周邊。

## 历史
東區的範圍在令制國時代屬於河內國八上郡和丹南郡，在江戶時代大部分區域為館林藩領地，另有少部分區域屬於丹南藩或幕府領地。
明治維新後，幕府領地先後被劃入大阪府、河內縣、堺縣，館林藩和丹南藩領地在1871年改隸屬新設的館林縣和丹南縣，但在同年年底又被併入堺縣，直到1881年隨著堺縣被併入大阪府，此地才成為大阪府的轄區。
1889年實施町村制，現在的東區範圍在當時分屬南八下村、日置莊村、大艸村、野田村四個行政區劃。這些區域在經歷多次町村整併後，最終在1958年至1962年期間先後被併入堺市。
1997年堺市政府在此區域設立市政府東支所，並於2006年堺市升格為政令指定都市時，直接以東支所的轄區設立為東區。

## 交通
區內主要車站為南海電氣鐵道高野線的北野田站，經由高野縣往北可接入堺市及大阪市的市區，往南可通往和歌山縣。泉北高速鐵道線雖然也有通過轄區西部，但未在轄內設有車站。

### 鐵路
南海電氣鐵道
- 高野線：初芝站 - 萩原天神站 - 北野田站

泉北高速鐵道線在中百舌鳥站 - 深井站間通過該區。

## 本地出身之名人
- 扇原貴宏：足球選手
- 織田作之助：小說家

## 外部連結
- OpenStreetMap上有關東區 (堺市)的地理
- （日語） 堺市東區公所的X（前Twitter）
- （日語） 官方网站